# Середжское староство
Середжское староство (лит. Seredžiaus seniūnija) — одно из 12 староств Юрбаркского района, Таурагского уезда Литвы. Административный центр — местечко Середжюс.

## География
Расположено в Каршувской низменности, на западе Центральной Литвы, в восточной части Юрбаркского района.
Граничит с Велюонским староством на западе, Юодайчяйским — на северо-западе, Арёгальским староством Расейняйского района — на севере, Крюкяйским староством Шакяйского района — на юге, а также Чекишкеским и Вилькийским апилинкским староствами Каунасского района — на востоке.

## Население
Середжское староство включает в себя местечко Середжюс, 46 деревень и 1 хутор.